# Station Bazoches
Bazoches is een buiten gebruik genomen spoorwegstation in Bazoches-sur-Vesles in de Franse gemeente Bazoches-et-Saint-Thibaut. Het station ligt aan de vork tussen de nog in gebruik zijnde spoorlijn Soissons - Givet en de in 2016 voor het reizigersverkeer gesloten spoorlijn Trilport - Bazoches. Met de sluiting van die lijn werd ook het station buiten gebruik genomen.